# Emmanuel Célestin Suhard
Emmanuel Célestin Suhard (Brains-sur-les-Marches, 5 aprile 1874 – Parigi, 30 maggio 1949) è stato un cardinale e arcivescovo cattolico francese.

## Biografia
Nacque a Brains-sur-les-Marches il 5 aprile 1874 da Emmanuel Suhard e Jeanne Marsollier.
Nel 1928 papa Pio XI lo nominò vescovo di Bayeux e, nel 1930, arcivescovo di Reims. Nel concistoro del 16 dicembre 1935 lo elevò al rango di cardinale.
Nel 1940 papa Pio XII lo nominò arcivescovo di Parigi.
Conosciuto per le sue idee progressiste, scrisse Agonia della Chiesa? Lettera pastorale del 1947 dell'arcivescovo di Parigi tradotta in italiano da padre Camillo De Piaz.
Morì il 30 maggio 1949 all'età di 75 anni.

## Genealogia episcopale e successione apostolica
La genealogia episcopale è:
- Cardinale Scipione Rebiba
- Cardinale Giulio Antonio Santori
- Cardinale Girolamo Bernerio, O.P.
- Arcivescovo Galeazzo Sanvitale
- Cardinale Ludovico Ludovisi
- Cardinale Luigi Caetani
- Cardinale Ulderico Carpegna
- Cardinale Paluzzo Paluzzi Altieri degli Albertoni
- Papa Benedetto XIII
- Papa Benedetto XIV
- Papa Clemente XIII
- Cardinale Marcantonio Colonna
- Cardinale Giacinto Sigismondo Gerdil, B.
- Cardinale Giulio Maria della Somaglia
- Cardinale Carlo Odescalchi, S.I.
- Cardinale Costantino Patrizi Naro
- Cardinale Lucido Maria Parocchi
- Papa Pio X
- Arcivescovo Eugène-Jacques Grellier
- Cardinale Emmanuel Célestin Suhard

La successione apostolica è:
- Vescovo Joseph-Jean Heintz (1934)
- Vescovo Georges-Louis-Camille Debray (1941)
- Vescovo Paul-Louis Touzé (1943)
- Vescovo Stanislas Courbe (1943)
- Vescovo Maurice-Paul-Jules Rousseau (1943)
- Arcivescovo Jean Julien Weber, P.S.S. (1945)
- Arcivescovo Robert Picard de la Vacquerie (1946)
- Vescovo Henri-René-Adrien Brault (1947)
- Vescovo André-Gustave-Émile Leclerc (1947)

## Stemma
| Image | Stemma |
| ----- | --- |
|       | Emmanuel Suhard Cardinale, Arcivescovo di Parigi Al capo d'azzurro stellato d'argento e di rose canine del medesimo. Lo scudo è rosso alla nave navigante avente in vela il simbolo PX e l'alfa e l'omega. Lo scudo, accollato a una croce astile patriarcale d'oro, posta in palo, è timbrato da un cappello con cordoni e nappe di rosso. Le nappe, in numero di trenta, sono disposte quindici per parte, in cinque ordini di 1, 2, 3, 4, 5. |